# 巴山冷杉
巴山冷杉（学名：Abies fargesii）为松科冷杉属的植物，是中国的特有植物。分布在中国大陆的河南、四川：城口、陕西、湖北、甘肃等地，生长于海拔1,500米至3,700米的地区，见于高山、山坡、阴山谷、阴坡以及针叶林中，目前尚未由人工引种栽培。

## 别名
鄂西冷杉、太白冷杉（中国树木分类学），川枞、华枞（中国祼子植物志），洮河冷杉（经济植物手册）